# Đại học Vaasa
Trường Đại học Vaasa (University of Vaasa) (tiếng Phần Lan: Vaasan yliopisto, tiếng Thụy Điển: Vasa universitet) là một trường đại học công lập, đào tạo đa ngành, có thế mạnh về các ngành kinh tế và kinh doanh. Trường Đại học Vaasa nằm tại thành phố Vaasa, Phần Lan. Trường tọa lạc trên bán đảo Palosaari, cách trung tâm của Vaasa 15 phút đi bộ. Đại học Vaasa được thành lập vào năm 1968; đây là nơi đào tạo lớn thứ hai về về các ngành kinh tế và kinh doanh tại Phần Lan. Ngoài ra, trường còn nổi tiếng trong đào tạo các ngành về Triết học và các ngành Công nghệ cao, các chương trình giảng dạy của trường hoàn toàn bằng tiếng Anh. Tổng số lượng sinh viên đang theo học tại trường là khoảng 5.000 sinh viên.

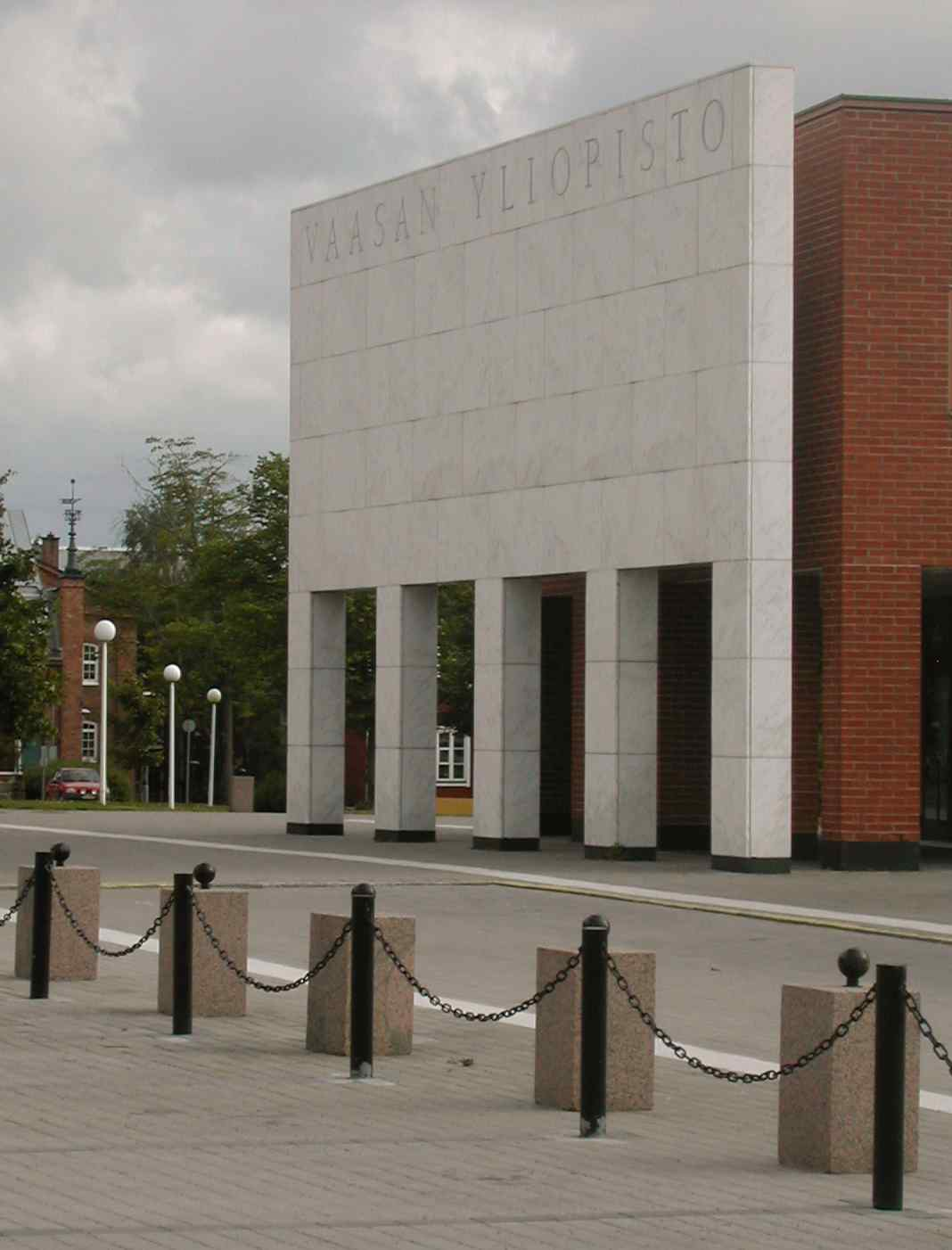
A modern marble arch in front of the universitys main entrance.

Part of the university is housed in a former cotton mill. This part is called Fabriikki.

Part of the main building called Tervahovi photographed from the universitys parking lot.

The former cotton mill that nowadays houses parts of University of Vaasa was founded in 1856 by A.A.Levón. In the background is Tritonia, the academic library of Vaasa shared by all the city's academic institutions.

The campus area of University of Vaasa is sometimes called the most beautiful campus in Finland.

The former cotton mill has been extensively rebuilt on the inside to house parts of the university.

## Lịch sử
Năm1966, Hội đồng Bang quyết định thành lập trường Kinh tế và Kinh doanh tại Vaasa.
Năm 1977, trường phát triển thành tổ chức giáo dục cấp quốc gia tại Phần Lan.
Năm 1980, các ngành khoa học nhân văn bắt đầu được đào tạo, trường trở thành một tổ chức giáo dục cho bậc cao, tại Phần Lan gọi là "Korkeakoulu" (để trở thành một trường đại học "University" hoặc "Yliopisto", tại Phần Lan phải có ít nhất 04 khoa).
Năm 1983, các ngành khoa học xã hội và các ngành công nghệ được đào tạo dựa trên liên kết với Đại học công nghệ Helsinki.
Năm 1992, Trường được tổ chức thành 04 khoa.
Năm 1994, Trường di chuyển đến cơ sở mới tại Palosaari.

## Khuôn viên
Trường tọa lạt tại một trong những khu vực ven biển mới nhất của Phần Lan - bán đảo Palosaari, cách trung tâm của Vaasa 15 phút đi bộ.
Toàn bộ khuôn viên trường được đặt tại hòn đảo xinh đẹp thuộc bán đảo Palosaari. Nơi đây là một sự kết hợp thú vị giữa cái cũ và mới, sự kết hợp của kiến trúc châu lục và Anglo-Saxon; đồng thời là sự kết hợp của cảnh quan ven biển, kiến trúc hiện đại và chuyển đổi các tòa nhà công nghiệp. Trường cung cấp một môi trường học tập hiện đại với hệ thống máy tính và các phương tiện kỹ thuật tiên tiến khác. Ngoài ra các thư viện đại học nằm trong khuôn viên trường. Ngoài ra, bao quanh trường là cảnh quan thiên nhiên tuyệt vời với bờ biển có thể ngắm từ tòa nhà trung tâm.
Tọa lạt tại Vaasa, thành phố nhiều nắng nhất của Phần Lan. Với 12 000 sinh viên theo học tại 4 trường đại học khác nhau trong thành phố, Vaasa được xem là một thành phố sinh viên sôi động. Hơn nữa, các quần đảo Kvarken xinh đẹp xung quanh thành phố là một phần của di sản thiên nhiên thế giới được UNESCO công nhận từ năm 2006.

## Các khoa
Trường Đại học Vaasa được chia thành 03 khoa:
- Khoa Nghiên cứu Kinh doanh

Khoa Nghiên cứu Kinh doanh bao gồm tất cả các ngành thuộc khoa học kinh doanh (quản lý, tổ chức, kế toán, tài chính, marketing), kinh tế, và pháp luật kinh doanh. Khoa đào tạo bậc tiến sĩ ngành kinh doanh. Chất lượng được xếp hạng Excellent Business School trong Bảng xếp hạng Eduniversal Worldwide Business School và Chương trình Thạc sĩ Tài chính và Chương trình Thạc sĩ Kinh doanh quốc tế đã được trao chứng nhận quốc tế EPAS.
- Khoa Triết học

Khoa Triết học tập trung vào lĩnh vực học tập Khoa học hành chính, Ngôn ngữ và Truyền thông. Trường cung cấp các nghiên cứu trong lĩnh vực khoa học hành chính, pháp luật công, quản lý xã hội và sức khỏe, và xã hội học, văn học, truyền thông, tiếng Anh, tiếng Đức, tiếng Phần Lan và các ngôn ngữ Bắc Âu như Thụy Điển.
- Khoa Công nghệ

Khoa Công nghệ cung cấp các các chương trình đào tạo về công nghệ tự động hóa, kỹ thuật điện, kỹ thuật viễn thông, khoa học máy tính và quản lý công nghiệp. Chương trình bao quất các kiến thức vật lý, khoa học vật liệu, toán học, toán học kinh doanh, và thống kê. Tại Khoa Công nghệ, lĩnh vực có thế mạnh của trường là công nghệ tự động hóa, kỹ thuật điện, khoa học máy tính, kỹ thuật và viễn thông.

## Đào tạo
Ngành đào tạo Thạc sĩ (giảng dạy bằng tiếng Anh):
- Master’s Degree Programme in Finance
- Master’s Degree Programme in International Business
- Master’s Degree Programme in Intercultural Studies in Communication and Administration
- Master’s Programme in Telecommunication Engineering
- Master ‘s Programme in Industrial Management

## Cuộc sống sinh viên
Cộng đồng sinh viên Đại học Vaasa gồm hơn 5.000 sinh viên và mỗi năm có hơn 300 sinh viên quốc tế từ khắp nơi trên thế giới về nghiên cứu tại trường. Sinh viên ở các trường đại học trong khu vực ngày càng góp phần xây dựng một bầu không khí học tập quốc tế. Có tất cả khoảng 12.000 sinh viên học tập tại Vaasa, do đó rất nhiều câu lạc bộ và hoạt động giải trí diễn ra tại thành phố.
Đời sống văn hóa của thành phố luôn hướng đến mục tiêu vì cộng đồng. Nhà hát Thành phố Vaasa Phần Lan, Nhà hát Wasa Thụy Điển, dàn nhạc thành phố, Công ty Opera Vaasa và nhóm nhạc đường phố, đồng ca khác cũng như vô số phòng triển lãm và viện bảo tàng bảo đảm đời sống văn hoá nhộn nhịp của thành phố. Một số lễ hội văn hóa, lệ hội nhạc pop, rock và alternative được tổ chức liên tục đặc biệt là trong thời gian mùa hè. Khuôn viên Đại học Vaasa nằm cạnh biển với rất nhiều cơ hội cho các hoạt động ngoài trời. Đối với những người thích được gần gũi với thiên nhiên, các khu vực Vaasa là một nơi tuyệt vời dành thời gian giải trí ngoài trời. Các bờ biển là nơi trải nghiệm các loại hình thể thao từ chèo thuyền cho đến lặn biển hay câu cá trên băng. Các địa điểm trong thành phố Vaasa rất dễ tiếp cận; dịch vụ cần thiết đều nằm gần các trường đại học và hầu hết mọi người di chuyển bằng xe đạp trong suốt cả năm. Hệ thống giao thông hoàn thiện, ngoài sân bay, xe lửa và xe buýt, người dân có thể di chuyển bằng phà qua vịnh Bothnia cho phép du khách đến Thụy Điển trong vài giờ.
Đại học Vaasa cung cấp dịch vụ hỗ trợ cho tất cả sinh viên quốc tế mới. Một sinh viên có kinh nghiệm sẽ được giới thiệu để giúp mỗi sinh viên quốc tế mới làm quen với môi trường học tập và hỗ trợ các vấn đề khác liên quan đến sinh sống tại Vaasa và Phần Lan nói chung. Trong suốt năm học, bộ phận hỗ trợ sinh viên lên các kế hoạch hoạt động cũng như tổ chức các sự kiện cho sinh viên quốc tế. Những sự kiện này là cơ hội tuyệt vời kết bạn và trải nghiệm Vaasa theo một cách mới. Đại học Vaasa cũng tổ chức các chuyến du lịch cho sinh viên quốc tế để tham quan các địa điểm khác của Phần Lan. Ví dụ, một chuyến đi hàng năm đến Lapland luôn là một trải nghiệm đáng nhớ cho sinh viên. Là thành viên của hội sinh viên quốc tế tại địa phương của Đại học Vaasa sẽ hưởng lợi từ việc giảm giá các dịch vụ và sản phẩm khi mua sắm trong và ngoài trường học. Bao gồm giảm giá tại các nhà hàng và quán cà phê Đại học, cũng như giảm giá vé đi du lịch, vé nhà hát, viện bảo tàng và nhiều cửa hàng khác. Sinh viên trình độ thạc sĩ còn được hưởng các dịch vụ chăm sóc sức khỏe sinh viên miễn phí.

## Hiệu trưởng
- Tryggve Saxén 1968–1970
- Mauri Palomäki 1970–1987
- Ilkka Virtanen 1987–1994
- Ari Salminen 1994–1998
- Matti Jakobsson 1998-2014
- Suvi Ronkainen 2015-2017
- Jari Kuusisto 2017-